# Tapody Lajos
Tapody Lajos (Szank, 1901. augusztus 17. – 1984) főtörzsőrmester, a magyar hadsereg tagjaként a második világháborúban a Don melletti harcokban vett részt. A Magyar Vitézségi Érem birtokosa.

## Szakmai életrajz
Korai éveiről nincs információ. A második világháborúban a Magyar 2. hadseregben harcolt. 1942 decemberében vezényelték a Donhoz, itt a soproni 7. önálló huszárszázad szakaszparancsnokaként irányította az egységet. Az egység feladatai főként felderítések és járőr feladatok voltak.
Nem sokkal megérkezését követően – december 10-én – felterjesztették a Magyar Vitézségi Érem arany fokozatára.
1943 januárjában a szovjetek offenzívába kezdtek. Tapody egységével komoly összecsapásokban vett részt Boldirjovka – Jablocsnoje – Repjevka – Kurszkaja települések körüli harcokban. Érdemeket szerzett a túlerőben lévő ellenséges gyalogsággal és harckocsikkal szembeni harcokban. A harcok során megmentette egyik alárendeltje életét. Ez utóbbi cselekedetéért és az ellenség előtt tanúsított kimagaslóan vitéz magatartásának elismeréseként részesült a Magyar Arany Vitézségi Éremben.
Később szovjet hadifogságban volt (1945 májusától - 1947 júliusáig). Szabadulását követően a civil életben helyezkedett el.
A Kecskeméti Köztemető S parcellájának XVII. sorában a 7. számon található sírját a Nemzeti Emlékhely és Kegyeleti Bizottság 2009-ben a Nemzeti sírkert részévé nyilvánította.

## Kitüntetései
- Arany, Kisezüst (kétszer) és Bronz Vitézségi Érem
- Magyar Bronz Érdemérem
- Nemzetvédelmi Kereszt
- Szolgálati Jel
- Felvidéki Emlékérem
- Délvidéki Emlékérem
- Német Vaskereszt 2. oszt.
- Magyar (kard, sisak nélküli), osztrák és bolgár háborús emlékérem